# Risolutamente decisa
Risolutamente decisa è un album della cantante italiana Fiordaliso, uscito subito dopo la sua partecipazione al Festival di Sanremo 2002 con il brano Accidenti a te. Oltre alla canzone appena citata, il disco contiene altri due inediti (Noi donne e Dal prossimo amore) e nove canzoni incise in precedenza e nell'occasione riarrangiati in chiave blues.

## Tracce
1. Accidenti a te
2. Noi donne
3. Dal prossimo amore
4. Oramai
5. Non voglio mica la luna
6. Una sporca poesia
7. Il mio angelo
8. Fatti miei
9. Cosa ti farei
10. Sarà migliore
11. Il mare più grande che c'è (I Love You Man)
12. Saprai

## Formazione
- Fiordaliso - voce
- Massimiliano Agati - batteria, chitarra, programmazione, percussioni, basso
- Nicola Contini - basso
- Marco Falagiani - tastiera, pianoforte
- Karin Mensah - cori